# Гроссмейстер ФИДЕ по шахматной композиции
Гроссмейстер ФИДЕ по шахматной композиции — звание, присваиваемое пожизненно за выдающиеся творческие достижения конгрессами ФИДЕ по представлению Постоянной комиссии ФИДЕ по шахматной композиции (англ. PCCC). Право на присвоение звания получает композитор, набравший в одном или нескольких Альбомах ФИДЕ не менее 70 баллов. За каждую опубликованную в Альбоме ФИДЕ задачу присуждается 1 балл, за этюд — 1,67 балла (Тбилиси, 1975). В случае соавторства количество баллов (1 или 1,67 за задачу или этюд соответственно) делится на количество авторов и результат присуждается каждому из композиторов. Нормативы применяются с 1975 года, первые присвоения в 1972 году были за высокие достижения в области шахматной композиции.
На 2017 звание присвоено 88 композиторам:
| Год  | Композитор |
| ---- | --- |
| 1972 | Э. Виссерман † (Нидерланды), К. Мэнсфилд † (Великобритания), Г. Каспарян † и Л. Лошинский † (оба — СССР) |
| 1975 | В. Брон † и В. Корольков † (оба — СССР), Д. Парош † (Венгрия), B. Пахман † и Й. Фритз † (оба — ЧССР), Н. Петрович † (СР Хорватия/СФР Югославия)                                                                            |
| 1980 | Д. Бакчи (Венгрия), X. Бартолович † (СФРЮ), Б. Линдгрен (Швеция), Г. Надареишвили † и В. Руденко † (оба — СССР) |
| 1984 | Т. X. Бви (Индонезия), К. Гумонди (Франция), И. Крихели † (СССР), П. Петков (Болгария), X. Рем (ФРГ) |
| 1988 | Я. Владимиров, А. Гуляев (Грин) † и Э. Погосянц † (все — СССР), М. Вукчевич † (США), К. Голдсхмединг † (Нидерланды) |
| 1989 | Х. Ауэс (ФРГ), Э. Добреску (Румыния), В. Чепижный (СССР) |
| 1990 | Д. Гургенидзе (СССР — Грузия), Я. Харинг † (Нидерланды) |
| 1992 | Я. Русинек (Польша), Ф. Абдурахманович (Босния и Герцеговина) |
| 1993 | В. Алайков † (Болгария), М. Кайо (Франция), А. Лобусов † (Россия), Н. Маклауд † (Великобритания), В. Заппас † (Греция) |
| 1995 | М. Келлер (Германия), А. Кузовков (Россия) |
| 1996 | Т. Гараи (США), Ж. Яневский (Македония) |
| 2001 | В. Нестореску (Румыния) |
| 2004 | Ж.-М. Лусто (Франция), М. Марандюк (Украина), В. Тура (Польша), У. Хейнонен (Финляндия) |
| 2005 | У. Дегенер и Ф. Пахль (оба — Германия), Н. Кралин и О. Перваков (оба — Россия) |
| 2007 | М. Ковачевич и М. Младенович (оба — Сербия), А. Слесаренко, А. Феоктистов, В. Шавырин и В. Шаньшин (все — Россия), И. Шейлан (Франция)                                                                                     |
| 2009 | У. Авнер (Израиль), А. Селиванов (Россия) |
| 2010 | Р. Ашванден (Швейцария), В. Брух и М. Трибовски (оба — Германия), В. Дячук (Украина), К. Гамнитцер и К. Венда (Австрия), М. Миллиниеми † (Финляндия), М. Велимирович † (Сербия)                                            |
| 2012 | М. Хавель † и А. Мандлер † (оба — Чехия, за прошлые результаты), Е. Богданов † и И. Сорока (оба — Украина), П. Гвоздяк (Словакия), В. Гуров (Россия), К. Джонс (Великобритания), М. Драгун (Чехия), М. Парринелло (Италия) |
| 2013 | А. Ажусин и А. Стёпочкин (оба — Россия) |
| 2015 | Й. Афек (Израиль), Х. Гоккель (Германия), Д. Райс (Великобритания), А. Сочнев (Россия) |
| 2016 | Ю. Базлов (Россия), З. Гавриловски (Македония) |
| 2017 | Ричард Беккер (США), Вячеслав Пильченко (Россия), Николай Рябинин (Россия), Ладислав Салаи (Словакия) |
| 2018 | Александр Семененко (Украина) |
| 2019 | Янош Чак (Венгрия), Евгений Фомичёв † (Россия), Юрай Лёринц (Словакия), Свен Троммлер (Германия), Челль Видлерт (Швеция)                                                                                                   |
| 2020 | Игорь Агапов (Россия), Валерий Копыл (Украина), Василь Крижановский † (Украина), Мартин Мински (Германия), Драган Стойнич (Сербия)                                                                                         |
| 2022 | Эмиль Клеманич (Словакия), Валерий Семененко (Украина) |

C 2009 года, когда ФИДЕ вывела PCCC из состава своих комиссий и был создан Международный союз шахматной композиции (англ. International Chess Composition Union, ICCU), зарегистрированный в 2010 году как «Международная федерация шахматной композиции» (англ. World Federation for Chess Composition, WFCC), статус присвоенных новых званий становится неясным. Так, до сих пор (2015) остаётся неизвестным, признаёт ли ФИДЕ присвоенные c 2009 года звания.